# Султанов, Урал Имамутдинович
Урал Имамутдинович Султанов (баш. Солтанов Урал Имамутдин улы; 20 мая 1938, Качкиново, Башкирская АССР — 26 ноября 2017, Качкиново, Башкортостан, Россия) — художник, поэт, фотограф, композитор

## Биография
Родился в 1938 году в д. Качкиново Бижбулякского района Башкирской АССР. Был самым старшим братом в семье из шестерых детей.
С раннего детства увлекался всем, что связано с творчеством. Когда отец Урала возвратился с войны летом 1945 года, в его вещмешке был подарок сыну — коробка цветных карандашей и ножичек для их точения. В ту осень 1945 года Султанов пошёл в первый класс и постепенно в его душе зародилась мечта — стать художником.

## Образование
Окончив среднюю школу в родном районе, он едет в Уфу, движимый желанием учиться на художника. В одно из своих посещений художественного музея Нестерова он знакомится и сближается с Ахматом Фаткулловичем Лутфуллиным, будущим академиком Российской Академии художеств, народным художником СССР, а тогда только ещё начинающим свой творческий путь. По его совету Султанов начал заниматься в изостудии при Дворце культуры им. Серго Оржоникидзе. Руководителями изостудии были художники Позднов Виктор Андреевич и Алексей Александрович Кузнецов. Султанов перенимал у них опыт в течение трёх лет.

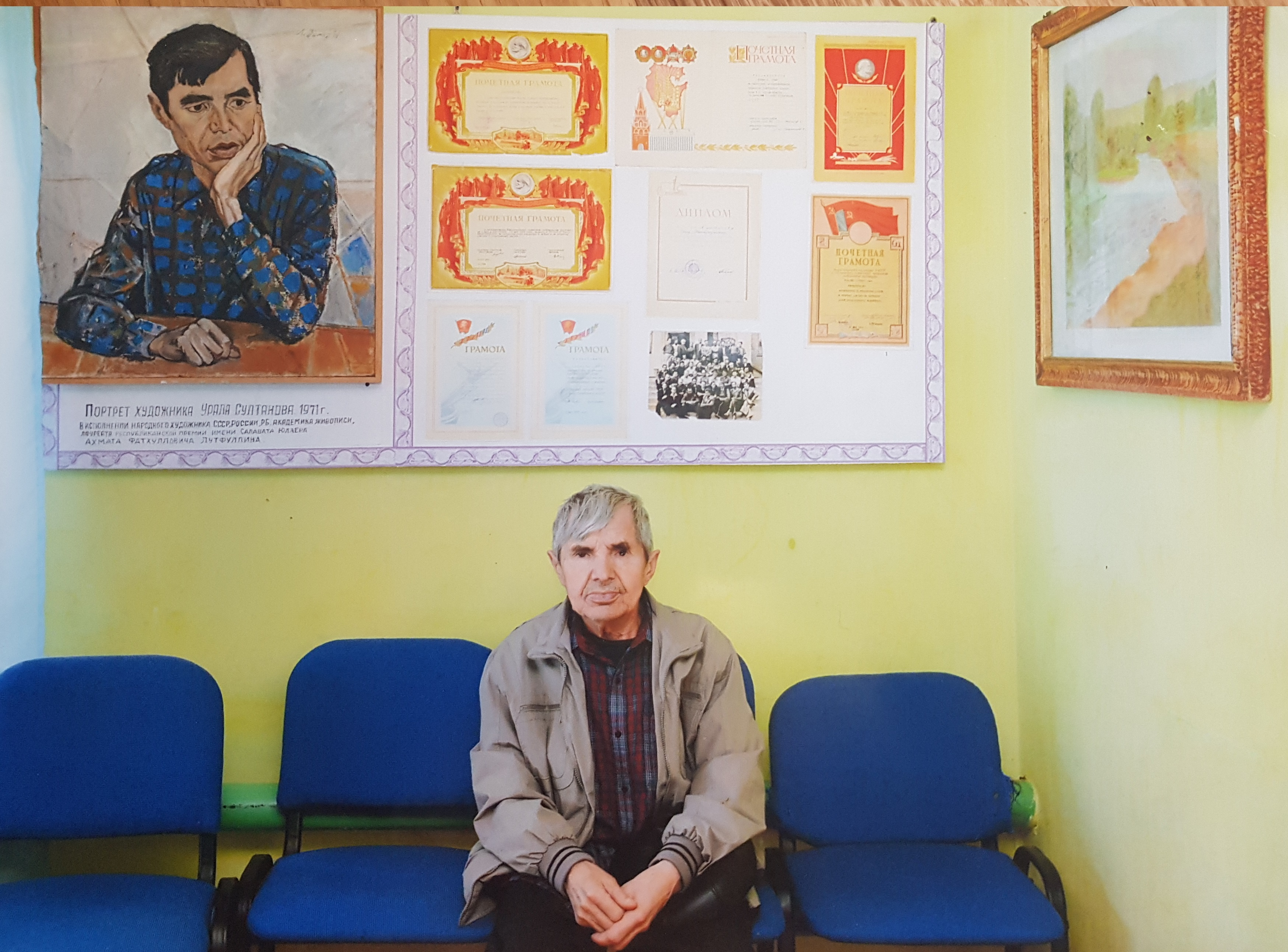
Урал Султанов на фоне автопортрета

По представлению Лутфуллина, Султанов — как лучший самодеятельный художник республики был направлен на трёхмесячный творческий семинар в Москву в рамках подготовки к Всероссийской выставки работ участников этого семинара. Представленная на выставке картина Султанова была отмечена дипломом.

## Творчество
Одновременно с занятиями в изостудии, Султанов работал художником-ретушёром фотографий в типографии областных газет, где проработал 9 лет.
В течение 8 лет работал художником-оформителем на Уфимской швейной фабрике им. 8 марта, а ещё два года проработал художником-оформителем в тресте БНЗС.
Прожив в Уфе порядка 20 лет, Султанов решил переехать на постоянное место жительства и творческую работу к себе на родину в д. Качкиново к пожилой матери. Переселившись на родину, стал художником-оформителем колхоза им. М. Гафури, где проработал долгие годы и вышел на заслуженный отдых. Пенсионный возраст не только не ограничил, а, наоборот, расширил его возможности для творчества.
К тому времени Султанов окончил обучение в Заочном народном университете искусств в Москве, в который он поступил в 47 лет.
За годы учёбы он пять раз ездил в Ленинград, знакомясь с художественными сокровищами Эрмитажа, Русского музея, десятки раз бывал в Москве, обходя её хранилища живописи, многократно посещал Казань, интересуясь творчеством художников братского народа.
В своих работах Султанов изображал то, что ему хорошо знакомо, пережито и выстрадано. И каждая картина является как бы автобиографичной. На всех картинах Султанова очень правдоподобно расписаны одежда, бытовые мелочи и постройки того времени. Переданный национальный колорит в изображении башкирских женщин, босых мальчуганов, старушек и стариков, делает произведения очень естественными, узнаваемыми. Это особенно заметно в картинах «Весточка с фронта», «У околицы», «Отец вернулся с фронта».
Художник много раз устраивал свои персональные выставки. Только в 2017 году у Султанова были две персональные выставки — одна экспонировалась в сельском клубе в Качкиново, другая в Уфе, в художественной галерее «Урал». Неоднократно художник привлекал внимание своими талантами местное и республиканское телевидение и журналистику.
— Всю жизнь я проявлял интерес ко всем видам искусств. С детства играю на гармони, пишу стихи и печатаюсь. Этой весной мне пошёл 79-й год. А жизнь люблю как в молодые годы, всё меня радует и увлекает, — сказал Султанов в своём последнем интервью журналисту межрегиональной газеты.
Помимо рисования и фотографии, Султанов увлекался ещё и поэзией, играл на гармони. Он писал лирические стихи как на башкирском, так и на русском языках. Дома имел библиотеку старинных книг и редких изданий.
Султанов был преданным поклонником искусства и веры в то, что жизнь не обязательно должна быть посвящена стандартным правилам и устоям. «Жизнь коротка, а искусство вечно», — любил он повторять.